# Franco de Somalilandia Francesa
El Franco de Somalilandia Francesa fue una divisa dividida en cien céntimos, que circuló desde 1869 hasta 1967 en la antigua colonia Somalia francesa.

## Monedas
Durante la existencia de esta colonia se editaron monedas de 1, 2, 5, 10 y 20 francos. En primer lugar se acuñaron monedas de uno, dos y cinco francos en el año 1948. En 1952 se introdujo la moneda de veinte francos. Por último fueron acuñadas y puestas a circular moneas de diez francos durante el año 1965.
| Denominación | Emisión   | Material           | Forma    |
| ------------ | --------- | ------------------ | -------- |
| 1 Franco     | 1948-1968 | Aluminio           | Circular |
| 2 Francos    | 1948-1968 | Aluminio           | Circular |
| 5 Francos    | 1948-1968 | Aluminio           | Circular |
| 10 Francos   | 1965-1968 | Bronce de Aluminio | Circular |
| 20 Francos   | 1952-1968 | Bronce de Aluminio | Circular |

## Billetes
Se han puesto en circulación billetes con estas denominaciones:
| Denominación  |
| ------------- |
| 50 Francos    |
| 100 Francos   |
| 500 Francos   |
| 1.000 Francos |
| 5.000 Francos |